# جون بابتيست موجيرانيزا
جون بابتيست موجيرانيزا (بالإنجليزية: Jean-Baptiste Mugiraneza)‏ (25 يوليو 1988 بكيغالي في رواندا - ) هو لاعب كرة قدم رواندي في مركز الوسط. شارك مع منتخب رواندا لكرة القدم. أما مع النوادي، فقد لعب مع نادي الجيش الوطني الرواندي ونادي كيوفو سبورت.

## وصلات خارجية
- جون بابتيست موجيرانيزا على موقع قاعدة بيانات كرة القدم.إي يو (الإنجليزية)
- جون بابتيست موجيرانيزا على موقع ناشيونال فوتبول تيمز (الإنجليزية)